# Alaena interposita
Alaena interposita är en fjärilsart som beskrevs av Butler 1883. Alaena interposita ingår i släktet Alaena och familjen juvelvingar. Inga underarter finns listade i Catalogue of Life.